# شارواری (بازیگر)
شارواری (به انگلیسی: Sharvari) با نام کامل شارواری واق (به انگلیسی: Sharvari Wagh) (زاده ۱۴ ژوئن ۱۹۹۷) بازیگر هندی است.
از فیلم‌های معروف او می‌توان به بازی در فیلم ودا اشاره کرد.

## فیلم‌شناسی
فهرست برخی از فیلم‌هایی که شارواری در آن‌ها به ایفای نقش پرداخته است:
- ضربه عشق ۲-۲۰۱۵
- باجی‌رائو و مستانه-۲۰۱۵
- سونو، تیتو، سوئیتی-۲۰۱۸
- بانتی و بابلی ۲-۲۰۱۹
- ودا-۲۰۲۴